# NK Hrvatski Dragovoljac Zagreb
Le NK Hrvatski Dragovoljac Zagreb est un club croate de football basé à Zagreb, fondé en 1975.

## Histoire
La meilleure place obtenue par le club en première division croate est une troisième place en 1997.

## Bilan européen
Le Hrvatski Dragovoljac Zagreb participe à la Coupe Intertoto 1997 et termine avant-dernier du groupe 2 composé du SC Bastia, de l'Ebbw Vale AFC, du Grazer AK et du Silkeborg IF. En 1998 et 1999, le club est éliminé dès le premier tour de cette compétition européenne.
Note : dans les résultats ci-dessous, le score du club est toujours donné en premier.
| Saison | Compétition     | Tour         | Club         | Domicile | Extérieur | Total     |
| ------ | --------------- | ------------ | ------------ | -------- | --------- | --------- |
| 1997   | Coupe Intertoto | Groupe 2     | SC Bastia    | 0 - 1    | N/A       | Quatrième |
| 1997   | Coupe Intertoto | Groupe 2     | Silkeborg IF | N/A      | 0 - 5     | Quatrième |
| 1997   | Coupe Intertoto | Groupe 2     | Ebbw Vale    | 4 - 0    | N/A       | Quatrième |
| 1997   | Coupe Intertoto | Groupe 2     | Grazer AK    | N/A      | 3 - 1     | Quatrième |
| 1998   | Coupe Intertoto | Premier tour | Lyngby BK    | 1 - 4    | 1 - 0     | 2 - 4     |
| 1999   | Coupe Intertoto | Premier tour | Newry City   | 1 - 0    | 0 - 2     | 1 - 2     |

Légende
- Victoire ou qualification pour le tour suivant
- Match nul
- Défaite ou élimination de la compétition